# Chronologie de la télévision française des années 1950
 (mai 2025).
Si vous disposez d'ouvrages ou d'articles de référence ou si vous connaissez des sites web de qualité traitant du thème abordé ici, merci de compléter l'article en donnant les références utiles à sa vérifiabilité et en les liant à la section « Notes et références ».
Cette page présente une chronologie de la télévision française des années 1950. Elle rassemble les événements et les productions françaises ou étrangères (séries, feuilletons, émissions...) qui se sont montrés remarquables pour une raison ou une autre.
Les programmes cités ci-dessous sont indiqués suivant leur année d'apparition ou de première diffusion. Ils peuvent cependant apparaître une seconde fois, en certaines circonstances, comme le changement d'acteur principal pour une série, de présentateur pour une émission, avec indication de cette modification.

## Évènements notables
- 1950 : il est recensé 3 794 postes de télévision.
- 24 février 1950 : Le Jeu de l'amour et du hasard réalisé par Claude Barma (première pièce diffusée à la télévision en direct de la Comédie-Française
- 10 avril 1950 : Mise en place du premier émetteur régional à Lille.
- octobre 1950 : premier feuilleton policier, Agence Nostradamus
- 1950 : Début de Télé-Paris de Roger Féral et Jacques Chabannes qui sera suivi par Paris-Club jusqu'en 1968, qui présente l'actualité culturelle : chanteurs, livres, pièces de théâtre, etc.
- 1953 : première transmission en Eurovision (Huit pays européens). Couronnement de la Reine du Royaume-Uni en direct.
- 1er janvier 1954 : le journal télévisé est fixé à 20 heures. 1 % des ménages français sont équipés d'un téléviseur.
- 13 juin 1954 : Les 24 Heures du Mans (première retransmission télévisée)
- 20 septembre 1954 :  inauguration de la station de télévision de la RTF de Marseille.
- 8 novembre 1954 : inauguration de la station de télévision de la RTF de Lyon.
- Octobre 1955 : reprise du " Service des Dramatiques " par André Frank, homme de théâtre, auteur de la Dramaturgie télévisuelle; "L'Ecriture par l'image  " UNESCO 1969. Il quitta le service des Dramatiques en juin 1970.
- 1957 : mise en service des émetteurs de Bordeaux et Toulouse. 6,1 % des ménages français sont équipés d'un téléviseur.
- 13 juin 1958 : première allocution télévisée du Général de Gaulle.

## Émissions

### Émissions sur le cinéma
- 1952 : Reflets de Cannes : une émission de François Chalais
- Janvier 1953 : A vous de juger (présenté par Hubert Knapp)
- 20 octobre 1953 : La Séquence du spectateur de Claude Mionet
- Février 1956 : Cinépanorama de Frédérique Rossif et François Chalais

### Émissions de cuisine
- 1953 : Art et magie de la cuisine (présenté par Raymond Oliver et Catherine Langeais)

### Émissions culturelles
- 29 mars 1959 : En Français dans le texte (présenté par Louis Pauwels)

### Émissions de divertissement
- 25 mars 1950 : Le Jugement de Paris (présenté par Henri Spade)
- 1952 : La Télévision à l'école
- 27 octobre 1952 : 36 chandelles (présenté par Jean Nohain et André Leclerc)
- 24 novembre 1952 : La Joie de vivre (présenté par Henri Spade et Robert Chazal)
- 30 septembre 1953 : Music-hall parade
- 11 mars 1954 : La Piste aux étoiles (présenté par Roger Lanzac et lancée par Gilles Margaritis et Pierre Tchernia) (jusqu'en 1978)
- 16 octobre 1955 : La Boîte à sel (présentée par Jacques Grello, Robert Rocca et Pierre Tchernia)
- 1955 : En votre âme et conscience de Pierre Desgraupes, Pierre Dumayet et Claude Barma
- 1956 : L’école des vedettes de Aimée Mortimer
- 29 mars 1958 : Chez vous ce soir
- Janvier 1959 : Télé Dimanche (présenté par Raymond Marcillac)
- 4 février 1959 : Discorama (émission produite par Denise Glaser et présentée successivement par Jean Desailly, Pierre Tchernia à partir de septembre 1961, Philippe Noiret et Jean-Pierre Darras de fin 1961 à 1962, puis par Denise Glaser elle-même à partir de 1962 jusqu'à la dernière émission du 5 janvier 1975)

### Émissions documentaires
- Août 1952 : La Vie des animaux (réalisé par Frédéric Rossif)
- Février 1956 : Le Magazine des explorateurs
- 24 janvier 1957 : Voyage sans passeport

### Émissions historiques
- 1953 : Magazine du temps passé (actualités filmées d'il y a 20 ans tout rond. Le magazine s'arrêta pour des raisons évidentes avant 1959)

### Émissions d'information
- 13 mai 1951 : Pour vous Madame remplace La Femme chez elle
- 3 mai 1952 : Magazine féminin remplace Pour vous Madame
- 9 janvier 1959 : 5 Colonnes à la Une (présenté par Pierre Lazareff, Pierre Dumayet, Pierre Desgraupes Igor Barrère et Éliane Victor)

### Émissions destinées à la jeunesse
- 26 janvier 1950 : Le Club du jeudi
- octobre 1953 : Martin et Martine : Magazine hebdomadaire pour les enfants de Jean-Loup Berger.
- 12 juin 1957 : L'Antenne est à nous (Martin, Martine et le chien Tabac, émission du jeudi pour enfants). Elle comporte tout à la fin la section Pile ou face, où des adolescents interrogent des professionnels sur leur travail, et qui est accompagnée de séquences documentaires sur celui-ci.

### Émissions littéraires
- 27 mars 1953 : Lectures pour tous (présenté par Pierre Dumayet, Pierre Desgraupes et Max-Pol Fouchet)

### Émissions musicales
- 25 septembre 1954 : Musique pour vous (de Lucienne Bernardac)
- 1955 : Les Grands interprètes (de Bernard Gavoty)
- Mars 1958 : Reflet de jazz

### Émissions politiques
- 20 octobre 1954 : Face à l'opinion
- 26 mars 1956 : Face à la vérité
- 9 octobre 1958 : Liberté de l'esprit

### Émissions scientifiques
- Décembre 1954 : Première des émissions médicales d'Igor Barrère et Étienne Lalou
- 1954 : Sciences d'aujourd'hui
- 1959 : Magazine scientifique

### Émissions sportives
- 18 novembre 1956 : Sports Dimanche

### Jeux
- 5 juin 1950 : Voulez-vous jouer avec nous (présenté par Jean Thévenot)
- 25 octobre 1954 : Télé Match (jeu d'André Gillois, Pierre Bellemare et Jacques Antoine, présenté par Pierre Bellemare)
- 1er octobre 1957 : Télé-Pok
- 15 décembre 1957 : Gros-lot
- 13 novembre 1958 : Le Prix de beauté

## Fiction

### Feuilletons
- 9 octobre 1950 : Agence Nostradamus
- 1955 : Les Enquêtes du commissaire Prévost
- 6 juillet 1956 : La Famille Anodin
- 1957 : Le docteur X

### Séries
- 1954 : Une enquête de l'Inspecteur Grégoire
- 1955 : Une enquête de l'inspecteur Ollivier
- 22 mai 1956 : Énigmes de l'histoire
- 5 juin 1957 : Colonel March
- 14 septembre 1957 : La caméra explore le temps
- 30 septembre 1957 : Aigle noir
- 1er janvier 1958 : Les Cinq Dernières Minutes
- 1958 : La Belle Équipe
- 26 février 1959 : Les Aventures d'Oscar
- 12 juillet 1959 : Alfred Hitchcock présente
- 29 novembre 1959 : Frontières
- 1959 : Ciné Policier

### Séries jeunesse
- 1952 : Les Aventures de Jacky
- 3 novembre 1957 : Le Tour de France par deux enfants
- 28 novembre 1957 : Les Aventures de Tintin (1957)
- 16 février 1958 : Rintintin
- février 1958 : Tom et Jerry
- 1958 : Betty Boop
- 11 avril 1959 : Ivanhoé
- 1959 : Œil de faucon et le Dernier des Mohicans